# Halldórr de Onchristelijke
Halldórr de Onchristelijke (IJslands: Halldórr ókristni) was een Noordse skald die rond het jaar 1000 actief was. Het enige over hem bekende feit is dat hij een van de hofdichters van de jarl Eiríkr Hákonarson (Eiríkr Hákonarson) was. Er zijn acht dróttkvætt-verzen van hem bewaard gebleven in de koningssagen. Zij bevatten een levendige beschrijving van de Slag bij Svolder. Ten minste enkele van deze stanza's worden door de Heimskringla toegeschreven aan een flokkr van jarl Eiríkr. Wetenschappers noemen deze stanza's soms Eiríksflokkr.